# Lidhorakhas
Lidhorakhas é uma cidade e uma nagar panchayat no distrito de Tikamgarh, no estado indiano de Madhya Pradesh.

## Demografia
Segundo o censo de 2001, Lidhorakhas tinha uma população de 10 668 habitantes. Os indivíduos do sexo masculino constituem 52% da população e os do sexo feminino 48%. Lidhorakhas tem uma taxa de literacia de 48%, inferior à média nacional de 59,5%: a literacia no sexo masculino é de 60% e no sexo feminino é de 35%. Em Lidhorakhas, 20% da população está abaixo dos 6 anos de idade.